# Armadillo transpilosus
Armadillo transpilosus är en kräftdjursart som beskrevs av Barnard 1960. Armadillo transpilosus ingår i släktet Armadillo och familjen Armadillidae. Inga underarter finns listade i Catalogue of Life.